# La caída de Arturo
La caída de Arturo es un poema inacabado de J. R. R. Tolkien basado en la leyenda del rey Arturo. Fue editado por su hijo Christopher Tolkien y póstumamente publicado por HarperCollins en mayo de 2013.
El poema es de tipo aliterativo, y se extiende casi hasta 1000 versos imitando el inglés antiguo de la leyenda de Beowulf en inglés moderno. Aunque está inspirado en ficción artúrica medieval, el contexto histórico del poema es medieval en sus inicios, tanto en la forma —con verso germánico— como en el contenido, mostrando a Arturo en un período en el que era líder militar en la lucha contra la invasión sajona.

## Composición
Tolkien, quien en ese momento era profesor de anglosajón en la Cátedra Rawlinson y Bosworth, en Oxford, empezó a escribir el poema a principios de la década de 1930. Lo abandonó en algún momento después de 1934, muy probablemente en 1937, cuando estaba ocupado con la preparación de El Hobbit para su publicación. 
En 1955, casi 20 años después de abandonar la escritura del poema —después de la publicación de El Señor de los Anillos—, Tolkien expresó su deseo de regresar a «su poema largo» y completarlo en una carta a Houghton Mifflin, sin embargo el poema quedaría finalmente inconcluso.

## Publicación
La existencia del poema era públicamente conocida desde la publicación de la biografía de Tolkien por Humphrey Carpenter, en 1977.
Después de la muerte de Tolkien, su poema artúrico vendría a ser uno de los más esperados de su obra inédita. Según John D. Rateliff, Rayner Unwin había anunciado planes para editar el poema ya en 1985, pero la edición fue pospuesta en favor de «proyectos más urgentes», como La historia de la Tierra Media editado en 1983-96, en respuesta a la demanda por el legendarium de Tolkien.